# Гров (лунный кратер)
Кратер Гров (лат. Grove) — небольшой ударный кратер расположенный в северо-восточной части Озера Сновидений на видимой стороне Луны. Название присвоено в честь английского физика и химика Уильяма Роберта Грова (1811—1896) и утверждено Международным астрономическим союзом в 1935 году.

## Описание кратера
Ближайшими соседями кратера Гров являются кратеры Плана и Мейсон на северо-западе, кратер Уильямс на северо-востоке, кратер Мори на юго-востоке, кратер Холл на юге-юго-востоке и кратер Даниель на юге-юго-западе. На северо-западе от кратера находится Озеро Смерти, на юго-западе лежит Море Ясности. Селенографические координаты центра кратера 40°18′ с. ш. 32°59′ в. д. / 40,3° с. ш. 32,98° в. д., диаметр 28,6 км, глубина 2,37 км.
Кратер имеет близкую к циркулярной форму со спрямленной юго-восточной частью. Вал с острой четко очерченной кромкой, на внутреннем склоне просматриваются следы террасовидной структуры. У подножия внутреннего склона находится кольцевая осыпь обрушившихся со склона пород. Высота вала над окружающей местностью составляет 890 м, объем кратера составляет приблизительно 520 км³. Дно чаши плоское, отмечено несколькими маленькими кратерами, в центре находится хорошо заметный пик.

## Сателлитные кратеры

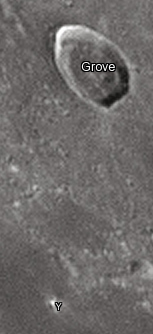
Снимок Девида Кемпбелла.

| Гров | Координаты                                            | Диаметр, км |
| ---- | ----------------------------------------------------- | ----------- |
| Y    | 37°28′ с. ш. 31°43′ в. д. / 37,47° с. ш. 31,72° в. д. | 2,9         |